# Basílica Menor de San Lorenzo Ruiz
La Basílica Menor de San Lorenzo Ruiz o iglesia de Binondo es un templo católico situado en el distrito de Binondo de Manila, frente a la plaza Calderón de La Barca, en las Filipinas. Esta iglesia fue fundada por los dominicos en 1596 para servir a sus conversos chinos al cristianismo. El edificio original fue destruido en 1762 por los bombardeos británicos. Una iglesia nueva de granito fue terminada en el mismo sitio en 1852, sin embargo, esta sería dañada en gran medida durante la Segunda Guerra Mundial y sólo sobreviviría la fachada occidental y la torre campanario de planta octogonal.

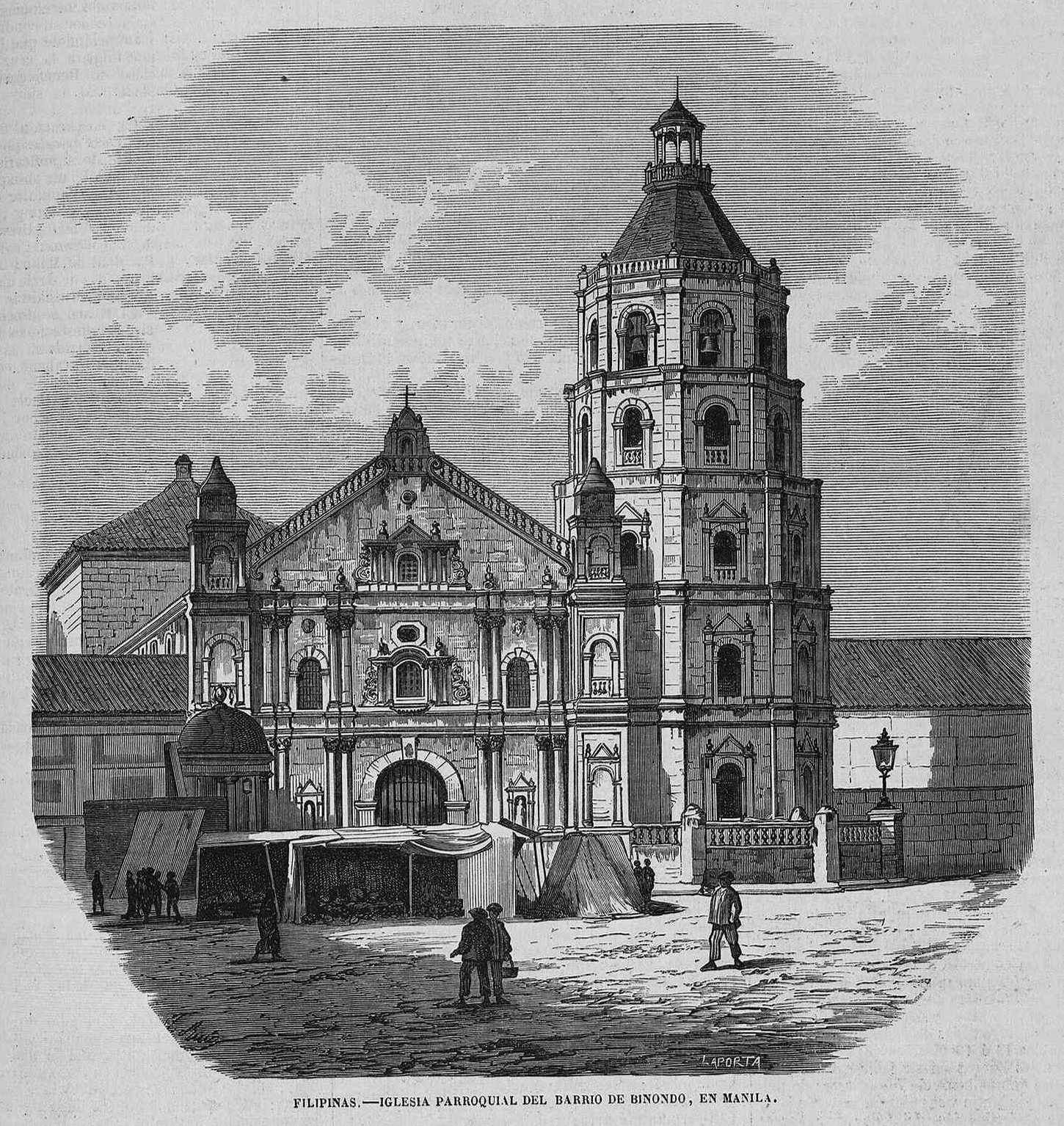
La iglesia hacia 1868, grabado de El Museo Universal.

San Lorenzo Ruiz, que nació de un padre chino y madre filipina, trabajó en esta iglesia y luego se fue como misionero a Japón y fue ejecutado por negarse a renunciar a su religión. San Lorenzo Ruiz fue el primer santo de Filipinas y fue canonizado en 1987. Una gran estatua del mártir se encuentra delante de la iglesia.